# Stilpnonotus brasiliensis
Stilpnonotus brasiliensis is een keversoort uit de familie Mycteridae. De wetenschappelijke naam van de soort is voor het eerst geldig gepubliceerd in 1861 door Thomson.